# Freycinetia walkeri
Freycinetia walkeri là một loài thực vật có hoa trong họ Dứa dại. Loài này được Solms miêu tả khoa học đầu tiên năm 1878.